# Оренда (списание)
Оренда е българско списание за свещените места в България, легенди, забележителности, маршрути, карти. Името на списанието означава вътрешната сила на душата. Думата „оренда“ има произход от езика на ирокезите. Списанието излиза от август 2010 година.

## Теми
- Светините на България
- Добре и не толкова добре познати кътчета от България през погледа на хора, свързали живота си с тези места
- Духовната сила, емоционалният заряд, легендите и митовете за тези места, техните традиции, обичаи и символи
- Преживявания, свързани с природата, историята и археологията на България
- Традициите и занаятите, носители на българския дух, които се предават от поколение на поколение и имат родова история
- Българските празници
- 100-те национални туристически обекта